# Dekáda
Dekáda (z řeckého dekas, desítka) znamená soubor o deseti prvcích. Ve starém Řecku označoval desítku bojovníků, později také desítku let.
V současném užití obvykle znamená desetiletí. Tedy desítku let, a to pro letopočet (historiograficky řadová číslovka, a pro který neexistuje rok nula, a první desetiletí letopočtu tak nemůže začínat rokem končícím nulou) desetiletí začínající rokem končícím pořadovou jedničkou (například 1961–1970, což jsou ve skutečnosti pořadové roky 1961. až 1970. od počátku letopočtu), konzistentně tak jako se označuje století či tisíciletí, nebo případně nekonzistentně s počítáním století a tisíciletí od roku s nulou na konci (například 1960–1969, "šedesátá léta", 196 podle normy ISO 8601 platné od roku 2000), ale také jakékoli jiné desetileté období, například "v poslední dekádě Mozartova života".
| Rok                                 | 1          | 2          | 3          | ...        | 9          | 10          | 11          | 12          | ...         | 19          | 20    | ... | 2000      | 2001      | 2002      | ...       | 2009      | 2010      | 2011      | 2012      | ...       | 2019      | 2020      | 2021      | 2022      | ...       | 2029      | 2030      |
| dekáda podle cifry čísla            | nultá léta | nultá léta | nultá léta | nultá léta | nultá léta | desátá léta | desátá léta | desátá léta | desátá léta | desátá léta | ...   | ... | 2000–2009 | 2000–2009 | 2000–2009 | 2000–2009 | 2000–2009 | 2010–2019 | 2010–2019 | 2010–2019 | 2010–2019 | 2010–2019 | 2020–2029 | 2020–2029 | 2020–2029 | 2020–2029 | 2020–2029 | ...       |
| desetiletí konzistentní se stoletím | 1–10       | 1–10       | 1–10       | 1–10       | 1–10       | 1–10        | 11–20       | 11–20       | 11–20       | 11–20       | 11–20 | ... | ...       | 2001–2010 | 2001–2010 | 2001–2010 | 2001–2010 | 2001–2010 | 2011–2020 | 2011–2020 | 2011–2020 | 2011–2020 | 2011–2020 | 2021–2030 | 2021–2030 | 2021–2030 | 2021–2030 | 2021–2030 |

V epidemiologii se k popisu pravděpodobnosti, že se v životě člověka objeví určitá choroba, také užívají dekády. Přitom ovšem první dekáda začíná narozením (rokem 0) a končí desátými narozeninami, takže "4. dekáda" znamená stáří přibližně 30 až 40 let, nikoli 40–49.
V meteorologii se slovo dekáda užívá k označení desetidenního intervalu v rámci jednoho měsíce – tedy období počínaje 1., 11. či 21. dnem v měsíci (tzn. 1. až 10., resp. 11. až 20. a 21. až 30./31. den).

## Další významy
- Desetidenní týden, zavedený v letech 1793 až 1802 ve Francii jako součást revolučního kalendáře[1] a opět ve 30. letech 20. století v Sovětském svazu.
- Odporová dekáda, sada rezistorů, jejichž hodnoty jsou v poměru 1:10:100 atd.